# Newt Gingrich
Newton Leroy "Newt" Gingrich (nǎscut Newton Leroy McPherson, 17 iunie 1943) este un politician, scriitor, publicist și om de afaceri american. Fost președinte al Camerei Reprezentanților din Congresul Statelor Unite ale Americii (1995 - 1999). Este un adept al lui Leo Strauss.
Newt Gingrich este implicat în primarele prezidențiale ale Partidului Republican, care trebui să determine un candidat al partidului în alegerile prezidențiale din 6 noiembrie 2012.

## Viziuni politice
Gingrich este un republican conservator de dreapta. Duce o politicǎ împotriva avorturilor, cheltuielilor excesive pentru protecția mediului, programelor social, căsătoriilor între persoane de același sex, și a migrației ilegale, desemenea opteazǎ pentru o luptǎ fǎrǎ compromisuri împotriva terorismului. Gingrich, susține crearea unei legislații federale care ar interzice aplicarea legii Shariah în instanțele de orice jurisdicție din Statele Unite. În politica externă, Gingrich susține, politica "deciziilor grele" împotriva "statelor vagaboande" (ex. Coreea de Nord, Cuba, etc).

## Legǎturi externe
- Site oficial
- Gingrich's presidential step raises questions for Fox News Arhivat în 2 martie 2011, la Wayback Machine.
- Gingrich Represents New Political Era for Catholics
- Newt Gingrich Paychecks or Food Stamps?

1. ↑  CONOR.SI[*] Verificați valoarea |titlelink= (ajutor)